# Łokaś garbatek
Łokaś garbatek (Zabrus tenebrioides) – roślinożerny gatunek chrząszcza z rodziny biegaczowatych. Jest gatunkiem dość rzadkim, występującym sporadycznie w większym gronie.

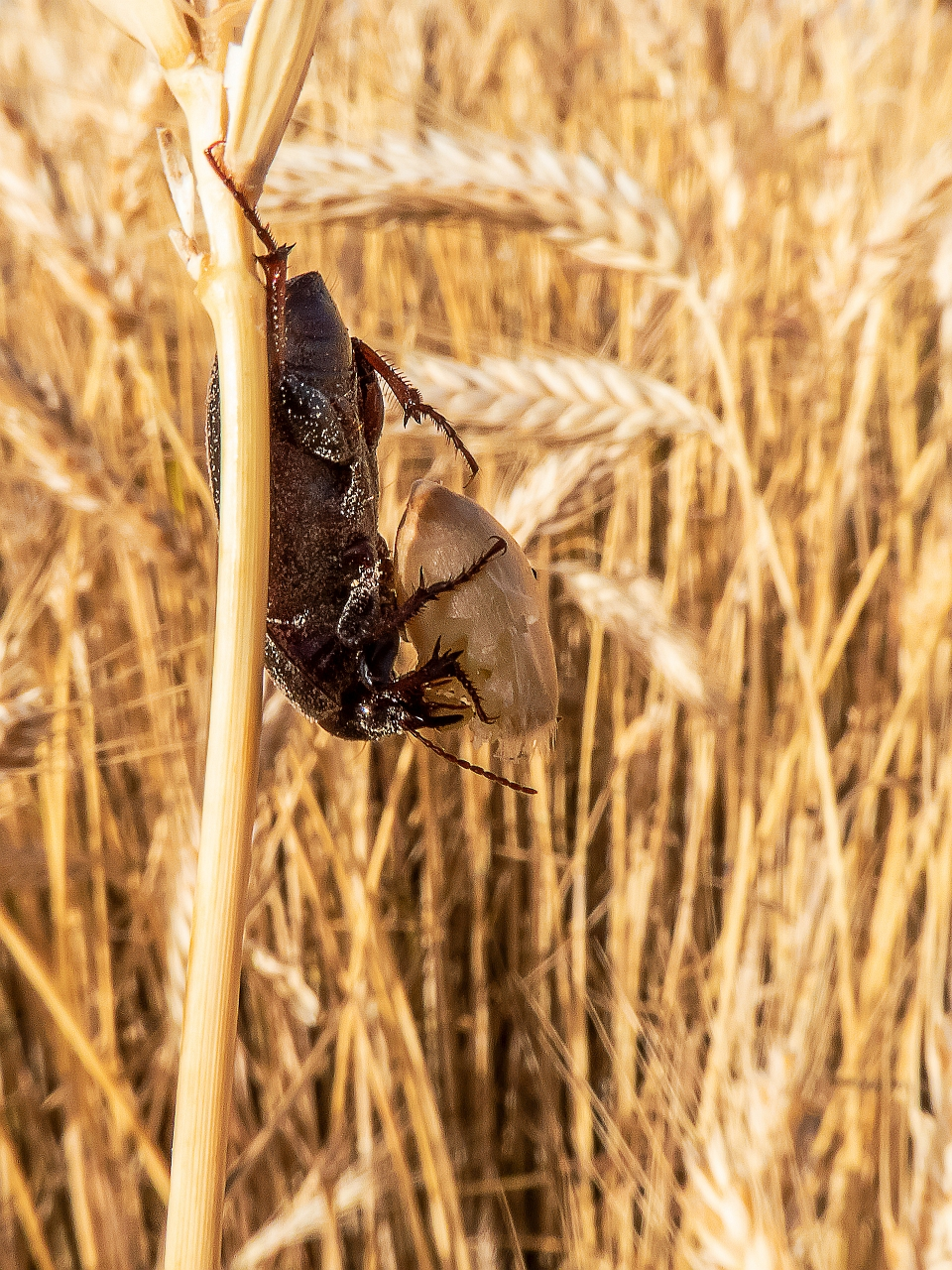
Łokaś garbatek

## Zasięg występowania
Występuje głównie w Europie środkowej i południowej, ale odnotowany został także na Wyspach Brytyjskich, w południowej Szwecji, Azji Mniejszej, na Kaukazie i w południowo-zachodniej części Syberii.

## Charakterystyka
Chrząszcz barwy czarnej lub smolistoczarnej, od strony górnej najczęściej z lekkim i metalicznym połyskiem. Od strony brzusznej kolor jego przechodzi w smolistobrunatną. Część przedtułowia jest błyszcząca i wyraźnie szersza niż dłuższa. Oczy małe, pokrywy o wyraźnych i delikatnie punktowanych prążkach. Na przednich goleniach widać wyraźne dwa wierzchołkowe ostrogi.

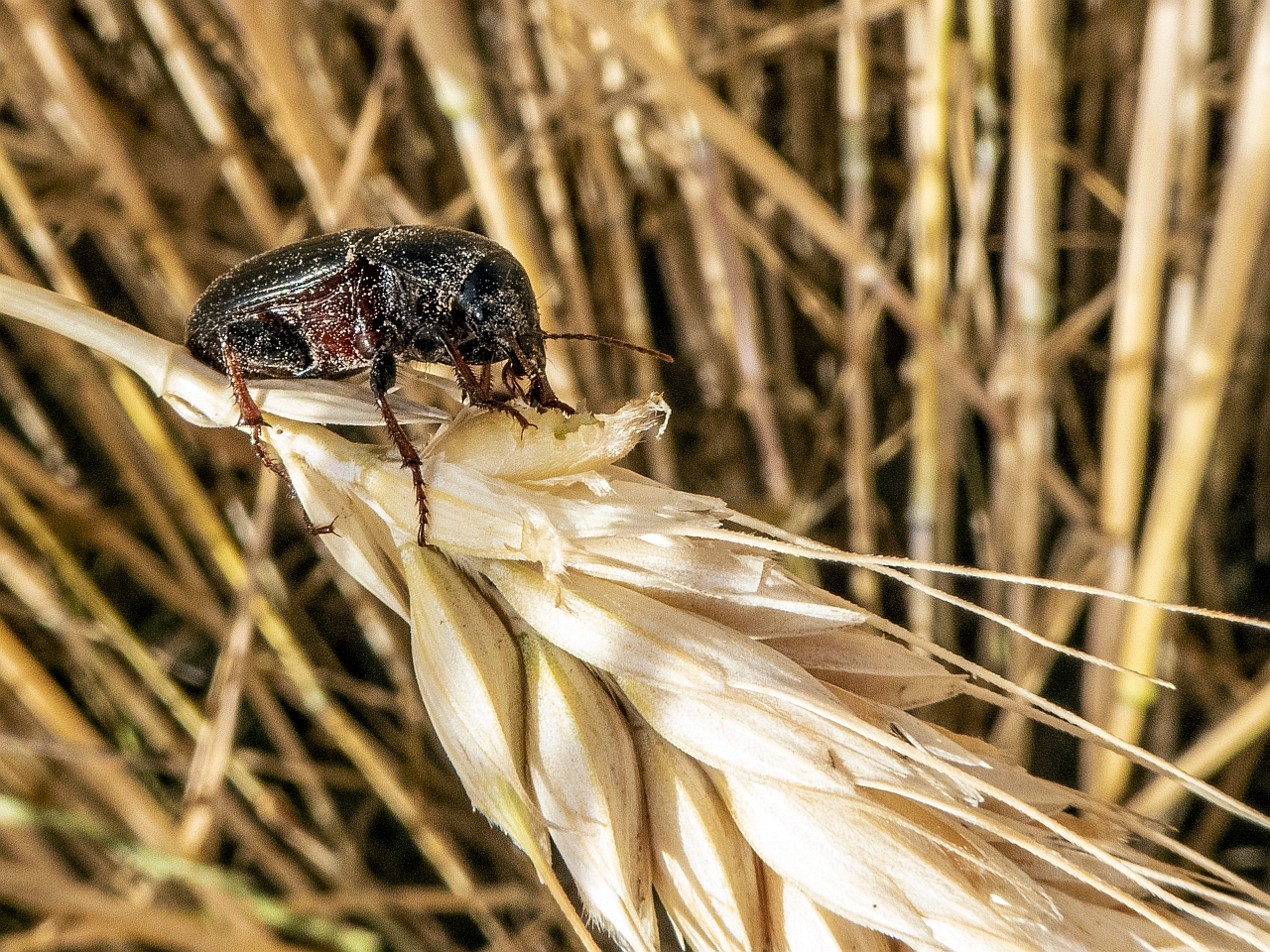
Łokaś garbatek

Gatunek ten w przeciwieństwie do innych chrząszczy z rodziny biegaczowatych, które w większości są mięsożerne, jest gatunkiem roślinożernym. Dorosłe osobniki wchodzą na dojrzewające kłosy zbóż wyjadając tam ziarna, larwy natomiast odżywiają się młodymi liśćmi tych zbóż. Z tego względu chrząszcz ten zaliczany jest do szkodników, choć nie na taka skalę jak inne (wyrządza mniej szkód).